# Nesothrips
Nesothrips är ett släkte av insekter. Nesothrips ingår i familjen smaltripsar.
Kladogram enligt Catalogue of Life:
| Nesothrips | \| \| Nesothrips brevicollis \| \| \| \| \| \| Nesothrips lativentris \| \| \| \| |
|            | \| \| Nesothrips brevicollis \| \| \| \| \| \| Nesothrips lativentris \| \| \| \| |
|            | Nesothrips brevicollis                                                            |
|            |                                                                                   |
|            | Nesothrips lativentris                                                            |
|            |                                                                                   |